# 세미흐 사이그네르

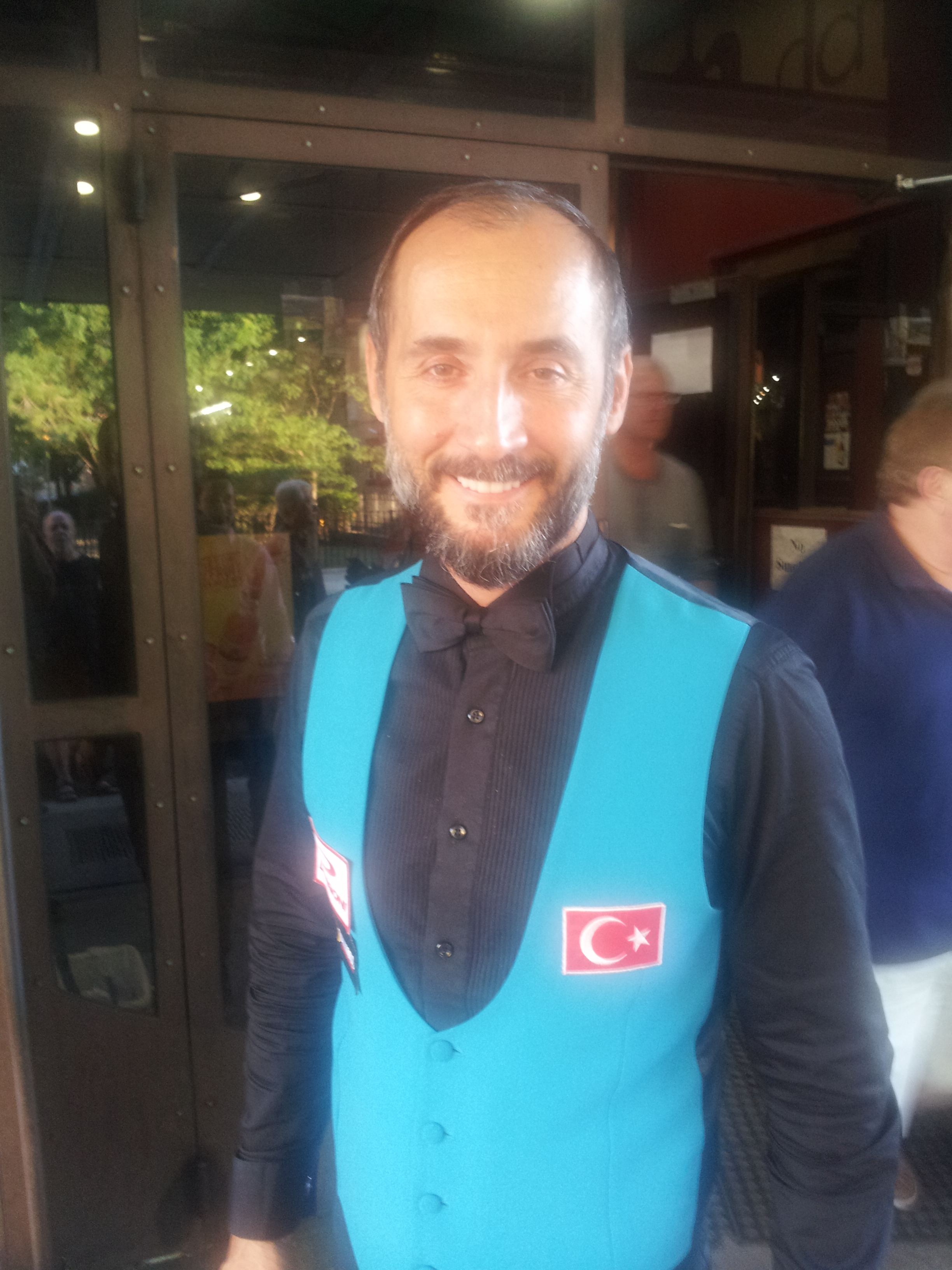
Semih Saygıner at the 2016 Verhoeven Open in New York

세미흐 사이그네르(Semih Saygıner, 1964년 11월 12일~)는 튀르키예의 프로 당구 선수이다. 30대 시절 별명은 '워낙 잘생기고 매너가 좋아서'라는 이유로 '터키시 프린스'(터키 왕자)였고, 40대 중반 이후로는 머리가 빠진 모습 때문에 주로 '매지션'이라 불린다.

## 출생
세미흐 사이그네르는 6남매중 5째로 태어났다. 그가 14살때 그의 부모는 불의의 교통사고로 모두 사망했고 그 후 잠시 실의에 빠졌으나 당구를 시작하며 아픔을 극복했다고 한다. 사이그네르는 19살때 재외국인전형으로 연세대학교에 입학한 것으로 한국과 첫 인연을 시작했다.

## 대한민국과의 관계
사이그네르가 대한민국에서 친선경기나 국제대회에 참가할 때마다 팬들에게 친근하게 다가가고, 국내 선수들에게 한국어로 농을 거는 모습을 어렵지 않게 볼 수 있다. 할 줄 아는 한국어는 '안 맞았습니다', '완구숑 투구숑 스리구숑', '안녕하십니까 세미입니다', '아까비', '감사합니다' 등 100개에 육박한다. 이런 까닭에 사이그네르는 세계적으로 인기가 높지만 자국 튀르키예와 대한민국에서 특히 인기가 높다.

## 선수 경력
세미흐 사이그네르는 1993년부터 선수 생활을 시작했고 1994년 월드컵 투어 경기에서 우승하고 그해 세계 3위가 됐다. 데뷔 이듬해 세계 3위는 실로 엄청난 기록이다. 그는 1999년에 CEB 유로피언 스리쿠션 챔피언십에서 유럽 챔피언에 올랐지만 다음해에 스페인 출신의 프로 당구 선수 다니엘 산체스에게 패배했다. 하지만 그는 2003년 UMB 월드 스리쿠션 챔피언십에서 튀르키예인 최초로 우승했고 그해 마지막 월드 스리쿠션 챔피언십에서도 우승을 차지해 세계챔피언에 올랐다. 2019년 서울 서바이벌 3쿠션 마스터즈에 출전하여 막판 하이런8로 역전승을 거뒀다.

## 기록
세미흐 사이그네르는 1이닝에 31포인트를 친 세계 기록을 가지고있다. 가장 높은 average는 3.571(14이닝에 50포인트)와 3.75(8이닝에 30포인트 , vs 헹크 하브라컨)이다. 2008년 현재 세미흐 사이그네르는 UMB(세계당구연맹)에서 공인하는 대회에서는 모습을 볼 수 없는데, 그 이유는 정확히 알려지지 않았다.(터키 당구 협회와 불화가 있어서 제명됐다는 소문이 지배적이다.) 그렇지만 상리 인터내셔널 오픈 같은 비공인대회에서는 꾸준히 모습을 보이고있다.
이후 터키 당구협회 및 UMB와의 관계가 회복? 되어서였는지는 모르겠지만, 어쨋든 최근 3년정도 전부터 2019년 현재 UBM(세계당구연맹)에서 공인하는 대회에 출전중이고, 현재 무려 UMB 세계랭킹 5위에 랭크되어 있다.
최근 2019 서울 서바이벌 3쿠션 마스터즈에서 조재호, 김행직, 에디맥스와의 결승전에서 우승하였다. 우승상금은 5만$. 7년간의 공백기 이후 첫 공식경기에서의 우승이라 남다른 의미가 있을 것이다.
또한 직전 8월에 열렸던 2019 LG U+ 3쿠션마스터스 에서도 에버리지 4.0의 압도적인 경기력으로 조재호를 누르고 준우승을 차지하는 등 상승세를 계속 이어나가고 있다.

## 인기
세계적인 당구 큐스틱 제조사인 이탈리아 롱고니(longoni) 사에서 2007년 말 일본 아담 사와 계약이 만료된 그와 덜컥 계약을 맺은 것은 그의 스타성과 실력이 여전하기 때문이다. 비록 언제 터키 당구 협회로부터 국제 대회 출전 허가가 떨어질지는 모르지만, 그는 국제대회에 나서지 않더라도 많은 친선대회, 이벤트 등에 나서며 인기를 유지하고 있다. 2010년 3월 초 대한민국에서도 롱고니 사의 첫 커스텀프로 스틸조인트큐가 그의 이름으로 수입 판매된다.

## 장점
사이그네르가 대단한 것은 세계 최상위의 스리쿠션 실력과 더불어 예술구도 세계 최정상급 실력을 보유한 데 있다. 대부분 예술구 선수들은 스리쿠션 선수로서 능력이 안 돼 전향한 케이스가 대부분이고 보면, 사이그네르는 천부적인 재능으로 이 두가지 분야를 동시에 석권한 매우 드문 사례라 할 수 있다....